# Rožec plstnatý
Rožec plstnatý (Cerastium tomentosum) je bylina z čeledi hvozdíkovitých (Caryophyllaceae). Je obecně odlišována od ostatních druhů svého rodu díky „chlupatému“ nebo „plstnatému“ listí. Jedná se o nízkou, rozprostřenou vytrvalou rostlinu původem z alpských oblastí Evropy. Stonek a listy jsou stříbřitě šedé, květy jsou hvězdicovité, bílé a mají přibližně 15 mm v průměru.

## Popis

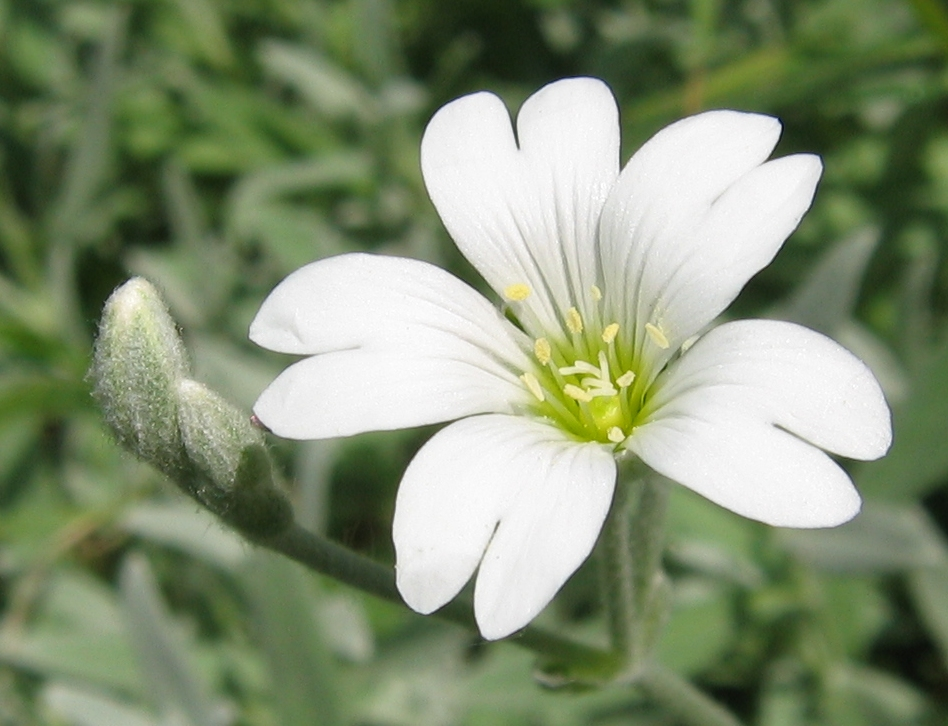
Květ rožce plstnatého zblízka

Je to stálezelená, plazivá, vytrvalá, bylinná rostlina, která dosahuje výšky růstu 15 až 30 (vzácněji až 45) centimetrů. Celkově je hustě chlupatá. Listy jsou až 30 milimetrů dlouhé a lineární až kopinaté, které jsou pokryty hedvábnými, stříbřitými, kudrnatými a zamotanými chlupy, vytvářejícími jakoby bílý povlak. Květenství se skládá až z 15 květů. Kalich je dlouhý 5 až 7 milimetrů. Korunní plátky jsou bílé a dvakrát delší než kalich. „Zuby“ tobolky jsou mírně ohnuté ven. Období kvetení je od května do července na severní polokouli, ale může kvést i v jiných obdobích roku.

## Pěstování
Rožec plstnatý se osvědčil jako oblíbená pěstovaná okrasná rostlina a lze ho najít v zahradách po celém světě. Je to zahradnická rostlina, vytrvalá, která vytváří husté stříbrné koberečky na skalách. Tato rostlina není náročná: upřednostňuje chudou půdu bohatou na štěrk, dobře propustnou, na slunném místě. Snadno se šíří pomocí oddenků.

## Rozšíření
Rožec plstnatý pochází z jižní Itálie. Předpokládá se, že původně pochází z Kavkazu a jihovýchodní Evropy. Vyskytuje se také přirozeně v Kanadě, Spojených státech a Francii, kde často vytváří samovolně se rozšiřující populace.